# Миливоје Стојановић
Миливоје Брка Стојановић (Пожаревац, 18. септембар 1873 — брдо Кременица, Бистрица, Лазаревац, 4. децембар 1914) био је српски официр, командант XII пука у балканским ратовима и командант Другог гвозденог пука у Првом светском рату.
Композитор Станислав Бинички компоновао је песму Марш на Дрину њему у част.

## Биографија
Пуковник Миливоје Стојановић је завршио војну академију са 22. класом и постао пешадијски потпоручник 1892. године. Као одличан официр увек се видно истицао у миру, а у рату се показао као прави херој.
Његов XII пук, је прелазу границе успео да одбије и разбије огорчене и знатно јаче непријатељске арнаутске снаге. Тиме је прокрчио пут трећој армији да победоносно избије на Косово.
Разборит војсковођа и веома храбар, пуковник Стојановић се у крвавом окршају са Бугарима са својим пуком тако сјајно држао да је задивио своје команданте, а запрепастио противника који и ако јачи и у повољнијем положају није био у стању да одоли.
Након освајања Рајчанског рида, као кључног терена за победу у Брегалничкој бици, командант прве армије, престолонаследник Александар I толико је био усхићен славом овога пука да је лично пришао команданту, честитао му, и у знак свога признања скинуо је са својих груди Карађорђеву звезду са мачевима и лично је заденуо на груди команданта XII пука. То је највеће одликовање добијено у овоме рату.
У Првом светском рату 1914. године његов Други гвоздени пук учествовао је у Церској бици, и то у самом њеном центру, на Текеришу. Као командант Гвозденог пука истакао се и у Колубарској бици. Током Колубарске битке добио је упалу плућа. Видећи како му људство гине, Миливоје је иако тешко болестан лично повео пук у нови јуриш и том приликом је освојена Кременица а он је славно погинуо. Иако многи извори јуриш у коме је пуковник Стојановић погинуо повезују са освајањем Кременице то једноставно није тачно. Кременица је освојена тек у ноћи између 7. и 8. децембра. 
Стојановићеви посмртни остаци су највероватније сахрањени у Спомен-цркви у Лазаревцу. На брду Кременица, у селу Бистрица код Лазаревца, локално становништво је 2016. године подигло спомен-обележје пуковнику Стојановићу. Поред овог обележја подигнуто jе и спомен-обележје Бистричанима погинулим и умрлим у ратовима 1912-1918. године. На датум погибије пуковника Стојановића сваке године се одржава комеморативни скуп код овог споменика.
Стрип издање посвећено Великом рату „Линије фронта”, објавило је стрип „Гвоздени”, посвећено Миливоју Стојановићу Брки и његовој погибији током Колубарске битке.
У филму Краљ Петар Први, лик пуковника Стојановића тумачи глумац Драган Божа Марјановић.